# Hans-Rudolf Früh

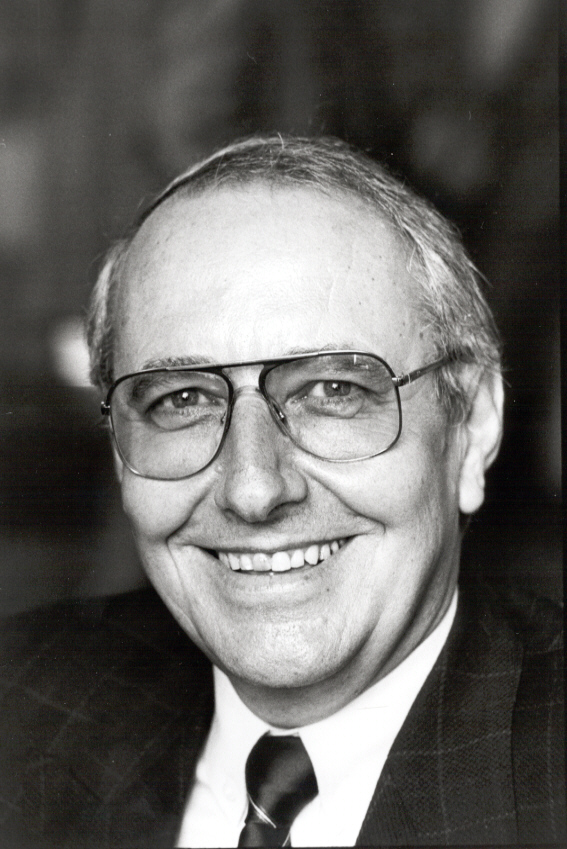
Hans-Rudolf Früh (1995)

Hans-Rudolf Früh (* 23. April 1936; heimatberechtigt in Teufen) ist ein ehemaliger Schweizer Politiker (FDP). 
Zum 1. Dezember 1975 wurde Früh im Kanton Appenzell Ausserrhoden in den Nationalrat gewählt. Nach über zwanzig Jahren Politik im Bundeshaus, schied er zum 3. Dezember 1995 aus der grossen Kammer aus.